# دمیراولوک (توفان بی‌لی)
دمیراولوک (به ترکی استانبولی: Demiroluk) یک منطقهٔ مسکونی در ترکیه است که در توفانبیلی واقع شده‌است.